# Second Amendment Foundation
A Second Amendment Foundation (SAF) é uma organização sem fins lucrativos dos Estados Unidos que apoia o direito de manter e portar armas. Fundada em 1974 por Alan Gottlieb e sediada em Bellevue, Washington, a SAF publica revistas sobre direitos de armas e materiais de educação pública, financia conferências, fornece contatos com a mídia e tem assumido um papel central no patrocínio de processos judiciais.
O "Citizens Committee for the Right to Keep and Bear Arms" (CCRKBA) é o afiliado lobista da SAF. Em janeiro de 2015, ambos os grupos relataram ter mais de 650.000 membros.

## Ações legais
Em 2005, a Second Amendment Foundation e a National Rifle Association processaram com sucesso o prefeito de Nova Orleans, Ray Nagin, e outros para impedir as apreensões de armas após o furacão Katrina. Em 12 de fevereiro de 2007, Ray Nagin e outros foram detidos por desacato ao tribunal por violar a ordem de consentimento. O caso é conhecido como "National Rifle Association of America, Inc., et al. V. C. Ray Nagin et al".
Em 2005, a SAF e outros abriram processo para impedir a proibição de armas de fogo em San Francisco. Em 13 de junho de 2006, o juiz da Corte Superior de São Francisco, James Warren, derrubou a proibição, dizendo que os governos locais não têm tal autoridade sob a lei da Califórnia. A cidade apelou da decisão do juiz Warren, mas perdeu em uma opinião unânime do painel de três juízes no Tribunal de Apelação emitido em 9 de janeiro de 2008. A cidade então apelou para a Suprema Corte da Califórnia, que chegou a uma decisão unânime em 9 de abril, 2008, que rejeitou o recurso da cidade e manteve a decisão dos tribunais de primeira instância.
Em 2006, uma ação foi movida em um tribunal federal contra o Distrito Central da Biblioteca Regional do Norte do estado de Washington (NCRL). "A política da NCRL de se recusar a desabilitar seus filtros de Internet mediante solicitação está restringindo a capacidade dos palestrantes, provedores de conteúdo e usuários das filiais da biblioteca pública do NCRL de acessar o mercado contemporâneo de ideias", usando filtros de Internet em terminais de computador disponíveis publicamente para bloquear acesso à expressão protegida constitucionalmente, incluindo publicações como a revista Women & Guns, que é propriedade da SAF. Alega-se que a biblioteca se recusa a desbloquear esse acesso, mesmo a pedido dos autores. Após a certificação pelo Tribunal Distrital, a Suprema Corte de Washington decidiu que uma biblioteca pública pode, de acordo com a Constituição do Estado de Washington, filtrar o acesso à Internet para todos os usuários, sem ser obrigada a desativar o filtro para permitir o acesso a sites que contenham discurso constitucionalmente protegido sobre o pedido de um usuário adulto da biblioteca. Com base nessa decisão, o tribunal distrital federal decidiu em 2012 que a política da biblioteca pública, incluindo não desabilitar um filtro da Internet a pedido de um usuário adulto, era razoável, não era constitucionalmente ampla e não violava o conteúdo da Primeira Emenda restrições.
Em 2008, a Second Amendment Foundation e a National Rifle Association processaram com sucesso Washington, forçando o estado a reiniciar a emissão e renovação de "Alien Firearms Licenses" para estrangeiros residentes legais.
Em 26 de junho de 2008, após a decisão do caso "District of Columbia v. Heller" afirmando um direito individual da Segunda Emenda de manter e portar armas pela Suprema Corte dos Estados Unidos, a SAF entrou com uma ação, conhecida como "McDonald v. Chicago", contra a cidade de Chicago para derrubar sua proibição de armas de fogo. Alan Gura, que defendeu Heller com sucesso perante a Suprema Corte, foi o advogado principal neste caso. Em 28 de junho de 2010, a Suprema Corte decidiu em favor de McDonald que a Segunda Emenda à Constituição dos Estados Unidos foi incorporada pela Cláusula de Processo Devido da Décima Quarta Emenda e se aplica aos estados. Em uma opinião concordante digna de nota, o Juiz Clarence Thomas sustentou que a aplicação da Segunda Emenda aos estados se deu por meio da Cláusula de Privilégios ou Imunidades da Décima Quarta Emenda.
Após a decisão de Heller em 2008, na qual a Suprema Corte dos Estados Unidos considerou que a Segunda Emenda da Constituição dos Estados Unidos protege o direito de um indivíduo de possuir uma arma de fogo para uso privado, a SAF fez parceria com a Smith & Wesson para criar um revólver comemorativo. Na placa do lado direito do revólver, o símbolo da justiça foi estampado com o nome do caso. A balança pendendo para o nome "Heller" com a data da decisão do tribunal de "26 de junho de 2008" posicionada na parte superior. Abaixo da balança, a placa lateral diz "Segunda Emenda" e "O direito de manter e portar armas" em letras brancas. Um exemplar desse revólver foi presenteado a cada um dos seis autores do processo.
Em 29 de junho de 2010, após a decisão de McDonald da Suprema Corte de que a Segunda Emenda foi incorporada contra os estados, a Second Amendment Foundation, junto com Grass Roots da Carolina do Norte e três outros cidadãos daquele Estado, entrou com um processo federal na Carolina do Norte. O processo, conhecido como "Bateman vs. Perdue", visa impedir que autoridades locais e governos locais declarem estados de emergência sob os quais cidadãos civis estão proibidos de exercer seu direito de portar armas. Alan Gura, que argumentou com sucesso sobre Heller e McDonald perante a Suprema Corte, é o principal advogado neste caso.
Em 2018, a SAF entrou em um processo contra o condado de Alameda, que aprovou uma lei que proíbe que lojas de armas estejam localizadas a menos de 150 metros de uma zona residencial. Os demandantes venceram perante um painel de 3 juízes do Tribunal do Nono Circuito, mas a decisão foi revertida pelo tribunal de apelações em plenário. Os demandantes entraram com pedido de Mandado de Certiorari visando uma audiência perante a Suprema Corte dos Estados Unidos. O Tribunal rejeitou o pedido em 14 de maio de 2017.

## Citizens Committee for the Right to Keep and Bear Arms

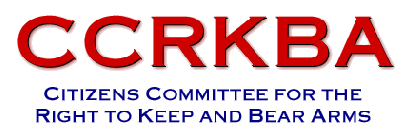

O Citizens Committee for the Right to Keep and Bear Arms (CCRKBA) é o afiliado lobista da Second Amendment Foundation. Em janeiro de 2015, ambos os grupos relataram ter mais de 650.000 membros. O CCRKBA foi fundado por Gottlieb em 1971, três anos antes de fundar a SAF. A organização foi formada para defender a interpretação individualista da Segunda Emenda por entusiastas de armas de fogo que sentiam que a National Rifle Association (NRA) não estava tomando uma posição forte o suficiente sobre o controle de armas e direitos das armas.

## Doctors for Responsible Gun Ownership
A Doctors for Responsible Gun Ownership (DRGO) é uma organização de direitos sobre as armas de médicos americanos. Foi fundada em 1993 por Timothy Wheeler, agora Diretor emérito, como um projeto do Claremont Institute; a partir de 2016, passou a ser um projeto da Second Amendment Foundation.
A DRGO é uma rede nacional de médicos e outros profissionais de saúde que apóiam o uso seguro e legal de armas de fogo. Também educa o público pesquisando e postando os melhores artigos usando ciência e medicina para lidar com políticas de armas de fogo, uso adequado de armas de fogo e segurança de armas. Também publica seus próprios artigos de membros da DRGO duas vezes por semana. O editor da DRGO é Robert B. Young, MD; John Edeen, MD, é o contato com a mídia e Diretor de Sócios; Arthur Z. Przebinda, MD., É Diretor do Projeto na DRGO. Autores e colaboradores incluem Gary Mauser, PhD, e Miguel A. Faria, MD.

## Publicações
- The Gun Mag, uma revista mensal

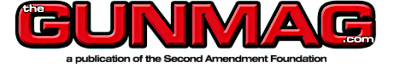

- Women & Guns, uma revista bimestral
- O Relatório Gottlieb-Tartaro, um boletim informativo mensal
- SAF Reporter, um boletim informativo trimestral
- Journal of Firearms and Public Policy, um livro de referência anual
- The New Gun Week, revista semanal que funcionou por 45 anos, agora é a "TheGunMag"

## Rádio
A Second Amendment Foundation e o CCRKBA possuem um conjunto de estações de rádio comerciais no noroeste do Pacífico.

### Estações
| Sigla | Freq.    | Cidade         | Mercado      |
| ----- | -------- | -------------- | ------------ |
| KBNP  | 1410 kHz | Portland, OR   | Portland, OR |
| KGTK  | 920 kHz  | Olympia, WA    | Olympia, WA  |
| KITZ  | 1400 kHz | Silverdale, WA | Seattle      |
| KSBN  | 1230 kHz | Spokane, WA    | Spokane, WA  |